# Kreolské jazyky na bázi angličtiny
Kreolské jazyky na bázi angličtiny jsou kreolské jazyky odvozené z angličtiny. Ve většině případů má v těchto jazycích převahu slovník a gramatika z angličtiny. Většinou vznikaly na území britského impéria v 17-19. století. Dále také vznikaly v koloniích a okupovaných územích USA. V 16. století v oblasti Atlantiku vznikl první pidžin na bázi angličtiny, který dal vzniknout všem kreolským jazykům na bázi angličtiny z atlantské skupiny. Hlavní dělení dělí tyto jazyky na atlantskou a pacifickou skupinu, dále se dělí na další podskupiny.

## Seznam kreolských jazyků na bázi angličtiny

### Atlantská skupina

#### Západní skupina
- Jamajský patois (též patois), jazyk odvozený od jamajské angličtiny, mluví se jím na Jamajce.
- Deep patwa, jazyk podobný jamajskému patoisu používaný míšenci Afričanů a Indiánů.
- Iyaric, jazyk odvozený od patoisu, používá ho náboženství rastafariánství, je více ovlivněno africkými jazyky.
- Bocas del Torská kreolština, používá se v provincii Bocas del Toro v Panamě, vychází z jamajské angličtiny.
- Limónská kreolština, používá se v provincii Limón v Kostarice, vychází z jamajské angličtiny.
- Sanandréská kreolština, používá se na ostrovech San Andrés a Providencia patřících ke Kolumbii, vychází z jamajské angličtiny.
- Kreolština Pobřeží Moskytů, používá se v Nikaragui, v oblasti Pobřeží Moskytů, blízce příbuzná belizské kreolštině.
- Belizská kreolština, používá se v Belize jako lingua franca. Je rodným jazyk 35% obyvatel Belize a nejvíce mluvčích žije v Belize City. Je blízce příbuzná kreolštině Pobřeží Moskytů.[1]
- Kajmanská kreolština, používá se na Kajmanských ostrovech, které patří k Velké Británii.
- Kreolština Isla de la Bahía, používá se v Hondurasu, na souostroví Isla de la Bahía.

#### Východní skupina

##### Severní skupina
- Gullah, používá se na pobřeží a na ostrovech blízko pobřeží v oblasti Jižní Karolíny, Georgie a v nejsevernější oblasti Floridy v USA.
- Afro-Seminolská kreolština, vychází z Gullahu, mluví jím míšenci černošských otroků z Afriky a indiánského kmene Seminolů, používá se v některých oblastech států USA Texas a Oklahoma a v Mexiku ve státě Coahuila.
- Bahamská kreolština, nejrozšířenější jazyk Baham.
- Kreolština Turks a Caicos, používá se na území Turks a Caicos (patří k Velké Británii).
- Samaná angličtina, používá se na poloostrově Samaná v Dominikánské Republice, zde ji používají potomci černošských otroků. Někdy ani není nazývána kreolštinou, ale pouze dialektem angličtiny. Je nejblíže bahamské kreolštině.

##### Jižní skupina
- Panenskoostrovní kreolština, používá se na Britských a Amerických Panenských ostrovech a na okolních ostrovech (hlavně na Antilách).[2]
- Leewardskoostrovní kreolština, dělí se na následující jazyky:
  - Anguillská kreolština, používá se na Anguille, má mnoho podobností s panenskoostrovní kreolštinou.
  - Antigujská kreolština, používá se ve státě Antigua a Barbuda.
  - Montserratská kreolština, mluví se jím na ostrově Montserrat, který patří k Velké Británii.
  - Svatokryštofská kreolština, používá se ve státě Svatý Kryštof a Nevis.
- Bajan, používá se na ostrově Barbados.
- Vincencká kreolština, používá se na ostrově Svatý Vincenc, který patří ke státu Svatý Vincenc a Grenadiny.
- Grenadská kreolština, používá se v Grenadě.
- Guayanská kreolština, používá se v Guyaně, v každé oblasti Guyany se jazyk liší.
- Tobagoská kreolština, používá se na ostrově Tobago, který je součástí Trinidadu a Tobaga.
- Trinidadská kreolština, používá se na ostrově Trinidad, který je součástí Trinidadu a Tobaga.

#### Dolnoguinejská skupina
- Krio, jazyk osvobozených otroků co se dostali do Sierry Leone.
- Nigerijský pidžin, používá se v Nigérii, je podobný nigerijské angličtině, nazývá se pidžin, ale pidžin to není, protože v koloniální éře to byl pidžin a poté prošel kreolizací, ale název zůstal.
- Kamerunská kreolština, též Kamtok, mluví se jím v Kamerunu. Je mateřským jazykem pěti procent obyvatel Kamerunu. Dva hlavní dialekty se nazývají Limbe-Krio and Grafi.
- Kreyol, používá se v Libérii, byl též silně ovlivněn francouzštinou a místními jazyky.
- Fernandoposká kreolština, mluví se jím na ostrově Bioko (dříve též Fernando Po) v Rovníkové Guiney. Vznikla z jazyka krío, mluvčí tohoto jazyka sem přišli ze Sierry Leone.
- Pichinglish, jedná se o jazyk, který vzniknul z fernandoposké kreolštiny a byl silně ovlivněn jazyky igboština a ibibio. Mluví se jím na ostrově Bioko v Rovníkové Guiney.
- Ghanský pidžin, mluví se jím v Ghaně, nazývá se pidžin, ale pidžin to není, protože v koloniální éře to byl pidžin a poté prošel kreolizací, ale název zůstal.

#### Surinamská skupina
- Sranan Tongo, lingua franca v Surinamu, převážná část slovní zásoby pochází ale z nizozemštiny a jazyk obsahuje řadu portugalských a jiných slov.
- Sarmacaans (Saamáka), používá se v Surinamu, je silně ovlivněn portugalštinou.
- Jamajský jazyk pro držení duše, nemá rodilé mluvčí, používá se jako rituální jazyk. Vychází ze surinamských jazyků, ovlivnili ho však domorodé jazyky Ghany, jazyk krío nebo patois.Písmo afaka, které používá jazyk ndyuka.

Písmo afaka, které používá jazyk ndyuka.

- Černošské jazyky Surinamu, pochází od černošských otroků, co tu žijí. Patří sem jazyky: aluku, ndyuka, paramaccan, kwinti a matawi. Jazyk ndyuka dokonce používá i vlastní písmo, zvané afaka.

### Pacifická skupina

#### Jihovýchodoasijská skupina
- Bislish a Taglish, tyto jazyky se používají na Filipínách.
- Manglish, používá se v Malajsii, tento jazyk též ovlivnily hlavně jazyky jako malajština, malajlámština, čínština a tamilština.
- Hingjablish, mluví jím někteří indičtí Paňdžábci, v provincii Paňdžáb. Je též silně ovlivněna paňdžábštinou a hindštinou.
- Singlish, jeden z nejrozšířenějších jazyků Singapuru, je též ovlivněn čínštinou, malajštinou a dalšími jazyky, kterými se v Singapuru mluví.
- Chinglish, mluví se jím v některých čínských komunitách, silně ovlivněn čínštinou.
- Hinglish, používán v Indii (nejvíce v severní, západní a střední části této země), ovlivněn místními jazyky.

#### Melanéská skupina
- Tok Pisin, jeden z nejrozšířenějších jazyků Papui Nové Guineji.
- Australská kreolština (též australian kriol, roper river creole nebo kriol) je jazyk, kterým mluví australští aboridžinci, byl ovlivněn místními jazyky. Mluví se jím hlavně v severní části Austrálie.
- Bislamština, používá se na Vanuatu.
- Pijin, hojně se používá na Šalomounových ostrovech, je téměř shodný s jazykem tok pisin.
- Kreolština Torresovy úžiny, jazyk kterým se mluví na ostrovech v Torresově úžině, která odděluje Austrálii od Papuy Nové Guiney (ve státě Queensland). Je blízce příbuzná s jazykem tok pisin.
- Boninská angličtina, mluví se jí na Boninských ostrovech, které patří k Japonsku, proto je silně ovlivněna japonštinou.
- Pitcairnština, též norfolština, používá se na ostrově Norfolk (který patří Austrálii) a na ostrově Pitcairn (který patří Velké Británii), asi 5% slov pochází z tahitštiny.
- Ngatikeská kreolština, jazyk založený na australské angličtině, mluví se jím na ostrově Pohnpei (Sapwuhfik), patřícím k Federativním státům Mikronésie.

#### Havajská skupina
- Havajská kreolština, původně to byl též pidžin, ke kreolizaci došlo okolo roku 1920. Je rozšířená v americkém státě Havaj, a je ovlivněna též čínštinou, japonštinou, filipínštinou, portugalštinou ale hlavně havajštinou.

### Ostatní
- Iyaric, jazyk používaný při rituálech jamajského náboženství rastafariánství.
- Bungi, používaný v provincii Manitoba v Kanadě (uznán jako kreolské kontinuum).